# NGC 6259
NGC 6259 ist die Bezeichnung eines offenen Sternhaufens im Sternbild Skorpion. NGC 6259 hat eine Helligkeit von +8,0 mag und eine Winkelausdehnung von 15×15 Bogenminuten. Das Objekt wurde am 13. Mai 1826 von James Dunlop entdeckt.